# ویبورگ ۲۲۵۸

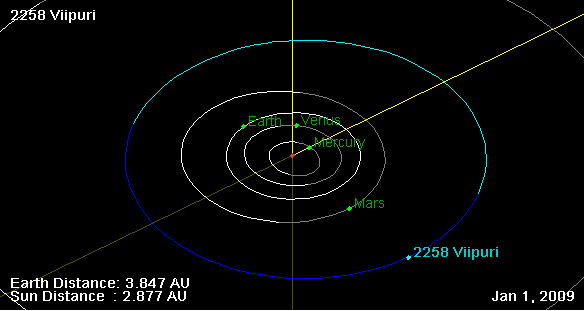
نمایی از محل سیارک ۲۲۵۸ در مدار - ۲۰۰۸

سیارک ۲۲۵۸ (به انگلیسی: 2258 Viipuri، نامگذاری:1939TA) دو هزار و دویست و پنجاه و هشتمین سیارک کشف شده‌است که در ۷ اکتبر ۱۹۳۹ کشف شد.
قدر مطلق سیارک برابر ۱۱٫۴۰ است.